# Franco Berardi
Franco Berardi, mais conhecido por Bifo (Bolonha, 2 de novembro de 1949), é um filósofo, escritor e agitador cultural italiano. Oriundo do movimento operaísta, foi professor secundário em Bolonha e sempre se interessou sobre a relação entre o movimento social anticapitalista e a comunicação independente.

## História
Aos quatorze anos, Bifo inscreve-se na Federazione Giovanile Comunista Italiana (FGCI), da qual é expulso três anos depois, sob a alegação de "fracionismo". Participa do movimento de 1968 na Faculdade de Letras da Universidade de Bolonha, onde conheceu Toni Negri, em 1967. Graduou-se em Estética sob a supervisão de Luciano Anceschi. Adere ao Potere Operaio (PO), grupo da esquerda extraparlamentar, do qual se torna figura de destaque em nível nacional. 
Ao longo da década de 1960 e no início dos anos 1970, participa do movimento anarcossindicalista italiano. 
Em 1970 publica seu primeiro livro, Contro il lavoro, publicado pela Feltrinelli. Em 1975 funda a revista A/traverso, publicação que expressava a ala "criativa" do movimento bolonhês de 1977 e combinava maoísmo e surrealismo, numa crítica cultural antiautoritária. Nos seus escritos, coloca no centro da própria análise a relação entre os movimentos sociais e as novas tecnologias de informação e  comunicação.
Tendo abandonado o PO antes da fragmentação do movimento, entre 1973 e 1974, Berardi passou a fazer parte da ala criativa do movimento Autonomia Operaia, voltada a experimentos com mídia e produção cultural.
Em 1976,  foi um dos fundadores da Radio Alice em Bolonha, a primeira rádio livre italiana, considerada um marco dos movimentos autonomistas. A rádio foi  fechada em 1977 com o apoio do PCI.
Com a repressão ao movimento autonomista, em fins da década de 1970, Bifo refugiou-se em Paris, onde conviveu com  Félix Guattari e Michel Foucault e publicou o livro Le Ciel est enfin tombé sur la terre (Éditions du Seuil).
Nos anos 1980, contribuiu com as revistas Semiotext(e) (Nova York), Chimères (Paris), Metropoli (Roma), Musica 80 (Milão) e Archipiélago (Barcelona). Ainda na década de 1980, retornou por curto período à Itália e mudou-se para Nova York, tendo desde então colaborado com ensaios para várias publicações, tais como as revistas Semiotext[e] e Musica 80 de Milão. Nesse período, viajou por México, Índia, China e Nepal e especulou sobre a explosão da telemática e seu impacto social e cultural.
No fim dos anos 1980, retorna a Bolonha e, em 1991, participa como protagonista do documentário Il trasloco de Renato De Maria, produzido pela RAI. Em 1992, ajudou a fundar a revista DeriveApprodi e, em 1997, a editora homônima, com um catálogo em torno de temas políticos. Foi professor de Teoria da Mídia na Accademia di Belle Arti, em Milão, no Programa d’Estudis Independents, em Barcelona, e no Institute for Doctoral Studies in Visual Arts.
Em 2000, funda, com Matteo Pasquinelli, o "ambiente de rede"  e, em 2002, cria a Orfeo TV, a primeira tv comunitária italiana, sobre a qual sairia o livro Telestreet-Macchina imaginativa non omologata.
Atualmente leciona no Istituto Aldini Valeriani, uma instituição de ensino médio de Bolonha, e na Academia de Belas Artes de Brera, Milão, além de escrever regularmente para o jornal Liberazione, órgão oficial da Rifondazione Comunista, e produzir o list-blog.

## Obras
- Contro il lavoro. 1970.
- (ed.). Primavera ’77. Roma, Stampa Alternativa, 1977.
- Chi ha ucciso Majakovskij. Milão, Squi/libri, 1977.
- L'ideologia francese: contro i nuovi filosofi. 1977.
- Finalmente il cielo è caduto sulla terra. Milão, Squi/libri, 1978.
- Dell'innocenza: interpretazione del '77. Bolonha, Agalev, 1987.
- Presagi. L'arte e l'immaginazione negli anni ottanta. 1988.
- Come si cura il nazi. Castelvecchi, 1993. ISBN 9788886232005.
- Mutazione e cyberpunk. Immaginario e tecnologia negli scenari di fine millennio. Costa & Nolan, 1994. ISBN 9788876481604.
- Come si cura il nazi. Castelvecchi, 1994.
- Neuromagma. Lavoro cognitivo e infoproduzione. Castelvecchi, 1995. ISBN 9788886232494.
- Ciberfilosofia. 1995.
- Dell'innocenza. 1977: l'anno della premonizione. Verona, Ombre Corte, 1997. ISBN 9788887009033.
- Exit. il nostro contributo all'estinzione della civiltà. Costa & Nolan, 1997. ISBN 9788876482885.
- La nefasta utopia di Potere operaio. Castelvecchi, 1998. ISBN 888210057X.
- Franco Berardi Bifo, E. "Gomma" Guarneri (eds.). Alice è il diavolo. storia di una radio sovversiva, 2002. (+ CD com as gravações originais de 1976 e 1977), Shake edizioni.
- La fabbrica dell'infelicità: new economy e movimento del cognitariato. Roma, DeriveApprodi, 2001. ISBN 9788887423518.
- Felix. Narrazione del mio incontro con il pensiero di Guattari, cartografia visionaria del tempo che viene. Luca Sossella Editore, 2001. ISBN 9788887995169.
- Franco Berardi; Veronica Bridi (eds.). 1977, l'anno in cui il futuro incominciò. Fandango Libri, 2002. ISBN 9788887517262.
- Un'estate all'inferno. Luca Sossella Editore, 2002. ISBN 9788887995350.
- Franco Berardi; Marco Jacquemet; Giancarlo Vitali. Telestreet. Macchina immaginativa non omologata. Baldini Castoldi Dalai, 2003. ISBN 9788884904676.
- Il sapiente, il mercante, il guerriero. Dal rifiuto del lavoro all'emergere del cognitariato. Roma, DeriveApprodi, 2004. ISBN 9788888738321.
- Da Bologna (serie A) a Bologna (serie B). 2005.
- Skizomedia. Trent'anni di mediattivismo. Roma, DeriveApprodi, 2006. ISBN 9788889969007.
- Precarious Rhapsody. Semio-capitalism and the Pathologies of the Post-Alpha Generation. Londres: Autonomedia, 2009. ISBN 978-1570272073
- Ethereal Shadows: Communications and Power in Contemporary Italy. Londres: Autonomedia, 2009.ISBN 978-1570271885 (com Marco Jacquement e Gianfranco Vitali)
- The Soul at Work: From Alienation to Autonomy. Traduzido por Francesca Cadel e Giuseppina Mecchia, com prefácio por Jason E. Smith. Los Angeles, CA: Semiotexte, 2009. ISBN 1584350768
- Depois do Futuro. Editado por Gary Genosko e Nicholas Thoburn. Oakland & Edinburgh: AK Press, 2011. ISBN 1849350590
- The Uprising: On Poetry and Finance. Cambridge, Mass.: Semiotext(e) / Intervention Series, 2012. ISBN 1584351128
- Heroes: Mass Murder and Suicide. London & New York: Verso Books, 2015. ISBN 1781685789
- And: Phenomenology of the end. Cambridge, Mass.: Semiotext(e), 2015. ISBN 1584351705
- Futurability: The Age of Impotence and the Horizon of Possibility. London & New York: Verso Books, 2017. ISBN 1784787442
- Breathing: Chaos and Poetry. Cambridge, Mass.: Semiotext(e) / Intervention Series, 2018. ISBN 1635900387
- The Second Coming. Cambridge: Polity Press, 2019. ISBN 1509534849
- The Third Unconscious: The Psychosphere in the Viral Age. London & New York: Verso Books, 2021. ISBN 9781839762536
- Disertate. Roma: Timeo (Palermo), 2023. ISBN 979-1281227064

## Filmografia

### Documentário
- Il Trasloco (1991), dirigido por Renato De Maria.